# Euploea vicina
Euploea vicina är en fjärilsart som beskrevs av Felder 1865. Euploea vicina ingår i släktet Euploea, och familjen praktfjärilar. Inga underarter finns listade.